# 伊邪那岐神社 (上牧町)

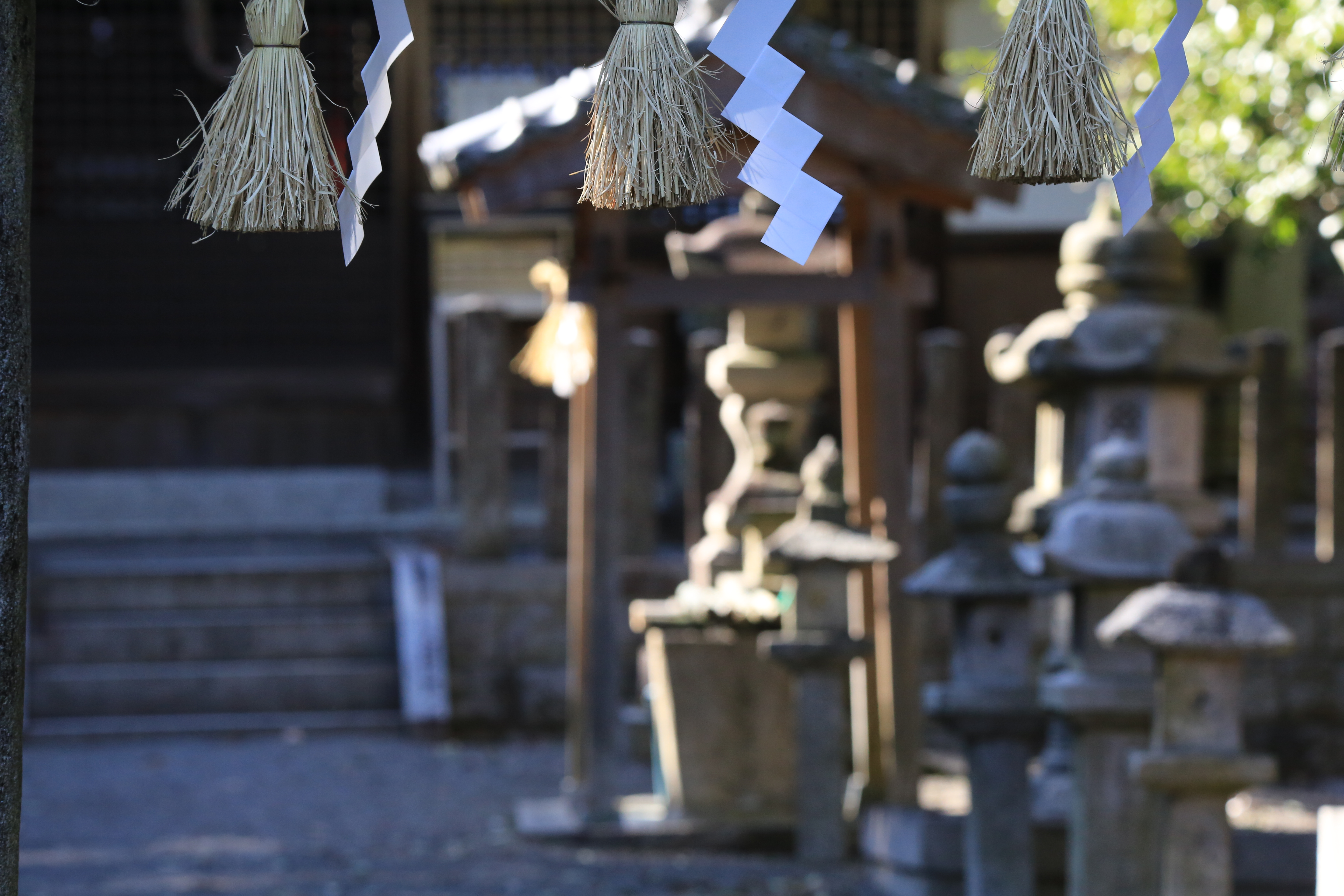
江戸時代の年号が記されている物が数個在ります

伊邪那岐神社（いざなぎじんじゃ）は奈良県北葛城郡上牧町にある神社である。式内社で、旧社格は村社。片岡城跡の南端に位置する。

## 祭神
伊邪那岐命を主祭神とし、天児屋根命（春日神）・応神天皇（八幡神）・住吉三柱神・倉稲魂命（稲荷神）を配祀する。

## 歴史
創立の年代等は不詳である。文献の初出は、『日本三代実録』貞観元年（859年）正月27日条、従五位上の神階を授けるという記述である。延喜式神名帳では「大和国葛下郡 伊射奈岐神社」と記載され、小社に列格している。
かつては東方の忍山にあったが、片岡城築城の際に守護神として当地へ移ったと伝わる。江戸時代までは五社明神（五社の宮）と称していた。
明治7年（1875年）に村社に列格し、明治40年（1907年）に神饌幣帛料供進社に指定された。

## アクセス
- JR西日本和歌山線畠田駅から徒歩15分